# Bradinopyga saintjohanni
Bradinopyga saintjohanni is een libellensoort uit de familie van de korenbouten (Libellulidae), onderorde echte libellen (Anisoptera).
De wetenschappelijke naam Bradinopyga saintjohanni is voor het eerst geldig gepubliceerd in 1956 door Baijal & Agarwal.